# Enoi
ENOi (tiếng Hàn: 이엔오아이;viết tắt của wE caN dO it), là một nhóm nhạc nam Hàn Quốc gồm bảy thành viên được thành lập bởi KiTheWhale vào năm 2019. Nhóm ra mắt vào ngày 19 tháng 4 năm 2019, với "Bloom".

## Các thành viên
| Nghệ danh | Nghệ danh | Tên khai sinh  | Tên khai sinh | Ngày sinh                   | Quốc tịch |
| Latinh    | Hangul    | Latinh         | Hangul        | Ngày sinh                   | Quốc tịch |
| Laon      | 라온      | Shin Kyu Hyun  | 신규현        | 19 tháng 9, 1995 (25 tuổi)  | Hàn Quốc  |
| Dojin     | 도진      | Jeon Yong Tae  | 전용태        | 7 tháng 3, 1997 (23 tuổi)   | Hàn Quốc  |
| Hamin     | 하민      | Jo Ha Min      | 조하민        | 24 tháng 10, 1997 (23 tuổi) | Hàn Quốc  |
| Avin      | 어빈      | Park Dong Hyuk | 박동혁        | 18 tháng 9, 1999 (21 tuổi)  | Hàn Quốc  |
| Jinwoo    | 진우      | Park Jin Woo   | 박진우        | 12 tháng 1, 2000 (20 tuổi)  | Hàn Quốc  |
| JKid      | 제이키드  | Han Jeong Hoon | 한정훈        | 14 tháng 2, 2000 (20 tuổi)  | Hàn Quốc  |
| Gun       | 건        | Yang Hyuk      | 양혁          | 15 tháng 3, 2000 (20 tuổi)  | Hàn Quốc  |

## Danh sách đĩa nhạc

### Album đặc biệt
| Tiêu đề                         | Thông tin                                                                                                  | Thứ hạng cao nhất | Doanh số   |
| Tiêu đề                         | Thông tin                                                                                                  | KOR               | Doanh số   |
| ------------------------------- | --- | ----------------- | ---------- |
| For RAYS, Realize All Your Star | - Phát hành: ngày 19 tháng 12 năm 2019 - Công ty: KiTheWhale, Sound Republica - Dạng: CD, digital download | 79                | - KOR: 472 |
| W.A.Y (雨)                      | - Phát hành: 6 tháng 8 năm 2020 - Công ty: KiTheWhale, Kakao M - Dạng: CD, digital download                | --                | TBA        |

### Đĩa đơn
| Tiêu đề          | Thông tin                                                                                         | Thứ hạng cao nhất | Doanh số   |
| Tiêu đề          | Thông tin                                                                                         | KOR               | Doanh số   |
| ---------------- | ------------------------------------------------------------------------------------------------- | ----------------- | ---------- |
| Red In The Apple | - Phát hành: ngày 12 tháng 1 năm 2020 - Công ty: KiTheWhale, Kakao M - Dạng: CD, digital download | 56                | - KOR: 925 |